# Goulart Nogueira
Florentino Goulart Nogueira (Belém do Pará, 22 de Dezembro de 1924 – Viseu, 14 de Março de 2015), foi um poeta, crítico de literatura e arte, dramaturgo, encenador, tradutor, ensaísta, letrista, polemista e um político de Direita nacionalista.
Era muito "activo, criativo, com um talento literário e polémico únicos, com os artigos numa caligrafia elegante, superlegível, quase sem emendas. Era um homem de convicções firmes, que mantinha apesar da vida difícil que levava. Mas nunca as pressões da realidade o fizeram mudar de ideias ou pô-las no bolso. Como dizia, era independente, porque não sendo rico «tinha a capacidade de ser pobre»".
O que sobressai na sua poesia é "um talento chispante, revulsivo, com perscrutações semânticas, ontológicas e metafísicas, inclusive esotéricas e alquímicas, mas sempre numa linguagem pura — além do escândalo da sua originalidade e dos temas".

## Biografia
Era filho de pai português Joaquim Lopes Nogueira  e de mãe brasileira Teodorica da Natividade Goulart.
Vindo do Brasil com cinco anos, para casa do seus avós na Campia, na região Lafões, frequentou a Associação Académica de Espinho, tendo aí desenvolvido várias activides criativas e acabou por se fixar em Lisboa para frequentar primeiro o curso de Histórico-Filosóficas, e depois o de Direito.
Aí foi fundador do grupo teórico "Intervenção Nacionalista" e, de 1966 a 1969, foi responsável (“mestre geral”) pela "Oficina de Teatro da Universidade de Coimbra (OTUC)".
Já nessa altura, em pleno período do Estado Novo, de quem era critico, insurgia-se contra os "cautelosos, os temerosos, os ponderados, os escaldados, os já pesados, os barrigudos, os burocratas, os comedidos, os medianos, os medíocres, os instalados, os estanhados, os insípidos, os cúpidos, os lúbricos, os puritanos, os em-ceroulas, os bigodudos, os dedos mínimos, os pais-de-família (profissionais), os pais-da-pátria (profissionais), os pais-da-rapaziada (proteccionais), os discursivos, os financeiros, os banqueiros, os espertinhos, os broncos, os carneiros, os gafanhotos, os camaleões, os tubarões, os de manteiga, os de banha, os de ranço, os máquinas de calcular, os técnicos de corporativismo rocinante, os assentados na engrenagem de corporativismo ronceiro, os muito piedosos, os catolaicos, os beatíferos, os sempre na cauda, os 'sim, mas...', os estafermos […]”.
Como pensador e activista político nacionalista e tradicionalista da direita portuguesa, após o golpe de estado de 25 de Abril de 1974, vê-se na necessidade de opôr à descolonização portuguesa que se prosseguiu e é assim que, entre maio e junho desse ano, juntamente com Rodrigo Emílio, decide fundar o Movimento de Acção Portuguesa (MAP). Movimento esse que vem apoiar a Manifestação da Maioria Silenciosa de 28 de Setembro que fracassou. Por isso é detido pela COPCON e feito prisioneiro no Forte-prisão de Caxias.
Assumidamente como monárquico, era grande admirador do Alfredo Pimenta e de História.

## Obra
Além do seu próprio nome. utilizou muitos pseudónimos: João de Albuquerque, Lopo de Albuquerque, Renato de Valnegro, Denis Manuel, Manuel Vieira, Manuel S. Vieira, Fausto Madeira, António Last e também simplesmente Florentino.
Escreveu vários artigos em revistas nomeadamente na «Tempo Presente (1959-1961)», na «Vanguarda», na «Política», na Mensagem, no Graal, na Távola Redonda, no Agora. e no O Diabo

## Livros publicados
- Atlântida - Florentino. Porto: Imprensa Portuguesa, 1948.
- Barco vazio em rio de sombra, Denis Manuel, 1951.
- Conto infantil: O Magriço; il. António Botelho. Lisboa: Verbo, 1962.
- História breve do teatro, Lisboa, Verbo,1962 – só existe o 1.º vol.
- Salazar: para um retrato de futuro, Textos Sigma, 1970

Fez a letra para várias canções, nomeadamente, o fado "Madrugada sem sono" composto por Raúl Ferrão.